# Шахта «Донецька»
ДП Шахта «Донецька» Знаходиться на стадії ліквідації. Входить до ДХК «Торезантрацит». Розташована у міст Торез, Донецької області.
Стала до ладу у 1957 р. з виробничою потужністю 680 тис. т/рік. У 1989 р. фактичний видобуток становив 1094 т/добу.
Шахтне поле розкрите чотирма вертикальним стволами.
Шахта надкатегорійна за метаном. Відпрацьовувала пласти h2', hв
4 потужністю 0,8-1,9 м, кут падіння 16-20о.
Адреса: 86607, м. Торез, Донецької обл.